# З ким переспати?!!
«З ким переспати?!!» — американський комедійний фільм 2013 року.

## Сюжет
Дія комедії відбувається в 90-ті роки 20 століття в американському передмісті. Випускниця школи пише свій «список справ», які треба завершити до переходу в коледж. Всі пункти списку непристойні і спрямовані на набуття сексуального досвіду. Але дівчина мало розуміє, як отримати заповітний досвід, і потрапляє в кумедні ситуації.

## У ролях
- Обрі Плаза — Бренді Кларк (Brandy Klark)
- Джонні Сіммонс — Кемерон Мітчелл (Cameron Mitchell)
- Білл Гейдер — Віллі Маклін (Willy Mclean)
- Скотт Портер — Расті Вотерс (Rusty Waters)
- Аля Шоукат — Фіона Форстер (Fiona Forster)
- Сара Стіл — Венді Саммерс (Wendy Summers)
- Рейчел Білсон — Ембер Кларк (Amber Klark)
- Крістофер Мінц-Плассе — Даффі (Duffy)
- Енді Семберг — Вен Кінг (Van King)
- Конні Бріттон — Джин Кларк (Jean Klark)
- Кларк Грегг — суддя Джордж Кларк (George Klark)
- Дональд Гловер — Деррік Мерфі (Derrick Murphy)
- Адам Паллі — Чип (Chip)
- Джек Макбраєр — менеджер «Гілкрест-пул» (Hillcrest Pool Manager)
- Нолан Гулд — Макс (Max)